# Bandera de Miralcamp
La bandera oficial de Miralcamp, al Pla d'Urgell, té la següent descripció:
Bandera apaïsada, de proporcions dos d'alt per tres de llarg, groga, amb tres franges viperades negres, perpendiculars a l'asta i amb nou angles complets. La distància entre les franges, i entre aquestes i els límits superior i inferior de la bandera, és sempre constant. Al centre, i superposada, hi ha una espasa ondada, la de les armes, blanca, els extrems de la qual arriben fins a la meitat de les franges externes.
Va ser aprovada el 29 de novembre de 2005 i publicada en el DOGC el 4 de gener de l'any següent amb el número 4544.